# Dieudonné (Oise)
Pour les articles homonymes, voir Dieudonné (homonymie).
Dieudonne (Oise) redirige ici.
Dieudonné (également nommée Dieudonne non officiellement) est une commune française située dans le département de l'Oise, en région Hauts-de-France .

## Géographie

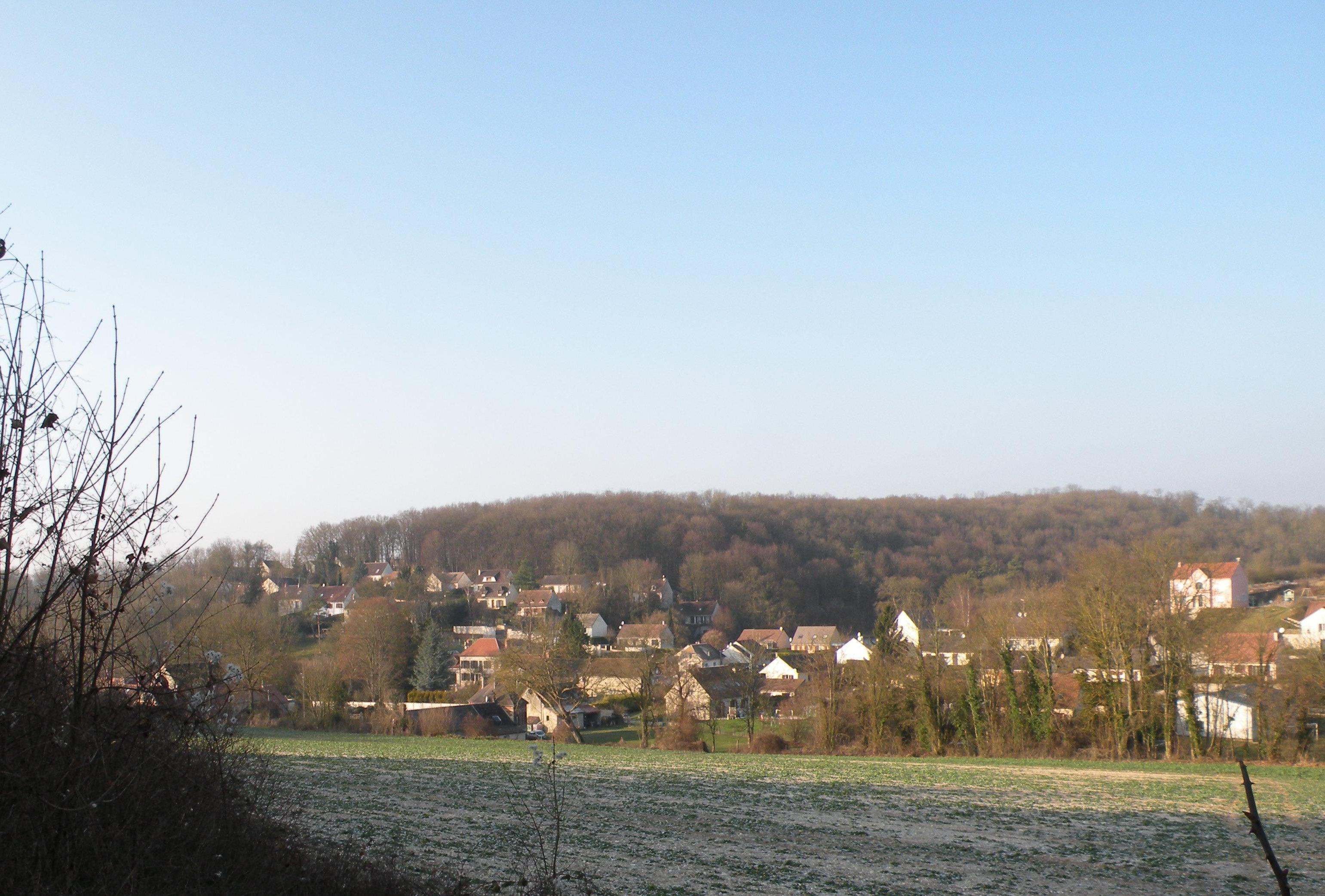
Vue générale du village

Dieudonné est un village périurbain du Pays de Thelle dans l'Oise situé à 7 km au nord de Chambly, 17 km à l'ouest de Creil, 25 km au sud-est de Beauvais et 35 km à l'est de Gisors.
Son territoire est tangenté à l'ouest par l'ancienne route nationale 1 (actuelle RD 1001).
Dieudonné est traversé par le sentier de grande randonnée GR11, dit « Grand Tour De Paris »,
La commune de 10,38 km2 compte environ 35 % de bois en 2016.
Au milieu du XIXe siècle, Louis Graves indiquait que le territoire communal « est coupé par plusieurs ravins qui se réunissent au midi pour former un seul vallon descendant vers la vallée de la Lesche. Le chef-lieu est placé à l'origine de ce vallon; il consiste en une seule rue large et tortueuse composée de quatre-vingts feux. Le ruisseau de Gobette a une source intermittente au nord du village ».

### Communes limitrophes
| Novillers, Mortefontaine-en-Thelle | Lachapelle-Saint-Pierre | Ully-Saint-Georges |
|                                    | Dieudonné               | Neuilly-en-Thelle  |
| Bornel                             | Puiseux-le-Hauberger    |                    |

### Hydrographie
La commune est située dans le bassin Seine-Normandie. Elle est drainée par la Gobette,.

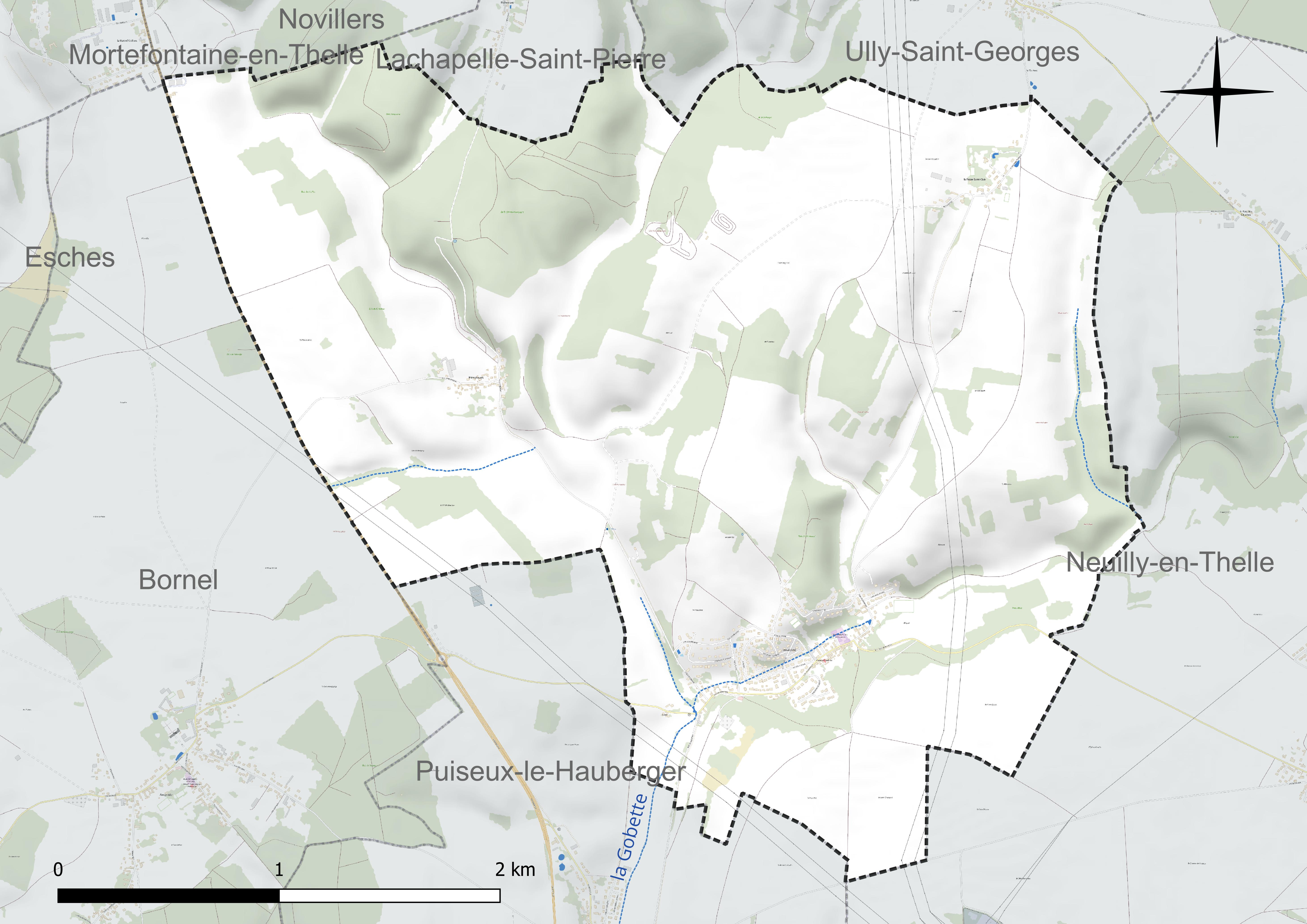
Réseau hydrographique de Dieudonné.

### Climat
Pour des articles plus généraux, voir Climat des Hauts-de-France et Climat de l'Oise.
En 2010, le climat de la commune est de type climat océanique dégradé des plaines du Centre et du Nord, selon une étude du CNRS s'appuyant sur une série de données couvrant la période 1971-2000. En 2020, Météo-France publie une typologie des climats de la France métropolitaine dans laquelle la commune est exposée à un climat océanique et est dans la région climatique  Sud-ouest du bassin Parisien, caractérisée par une faible pluviométrie, notamment au printemps (120 à 150 mm) et un hiver froid (3,5 °C). 
Pour la période 1971-2000, la température annuelle moyenne est de 10,4 °C, avec une amplitude thermique annuelle de 14,5 °C. Le cumul annuel moyen de précipitations est de 713 mm, avec 9,7 jours de précipitations en janvier et 8 jours en juillet. Pour la période 1991-2020, la température moyenne annuelle observée sur la station météorologique la plus proche, située sur la commune de Creil à 17 km à vol d'oiseau, est de 11,2 °C et le cumul annuel moyen de précipitations est de 662,2 mm,. Pour l'avenir, les paramètres climatiques de la commune estimés pour 2050 selon différents scénarios d'émission de gaz à effet de serre sont consultables sur un site dédié publié par Météo-France en novembre 2022.

### Milieux naturels et biodiversité
Plusieurs bois (de Montchavert, des Cailles, du Chaufour, de Dampierre et l'Abbé) se trouvent dans la commune.

## Urbanisme

### Typologie
Au 1er janvier 2024, Dieudonné est catégorisée bourg rural, selon la nouvelle grille communale de densité à sept niveaux définie par l'Insee en 2022.
Elle est située hors unité urbaine. Par ailleurs la commune fait partie de l'aire d'attraction de Paris, dont elle est une commune de la couronne,. 

### Occupation des sols
L'occupation des sols de la commune, telle qu'elle ressort de la base de données européenne d'occupation biophysique des sols Corine Land Cover (CLC), est marquée par l'importance des territoires agricoles (72,3 % en 2018), une proportion identique à celle de 1990 (72,3 %). La répartition détaillée en 2018 est la suivante : 
terres arables (67 %), forêts (24,1 %), zones agricoles hétérogènes (4,7 %), zones urbanisées (3,6 %), prairies (0,6 %). L'évolution de l'occupation des sols de la commune et de ses infrastructures peut être observée sur les différentes représentations cartographiques du territoire : la carte de Cassini (XVIIIe siècle), la carte d'état-major (1820-1866) et les cartes ou photos aériennes de l'IGN pour la période actuelle (1950 à aujourd'hui).

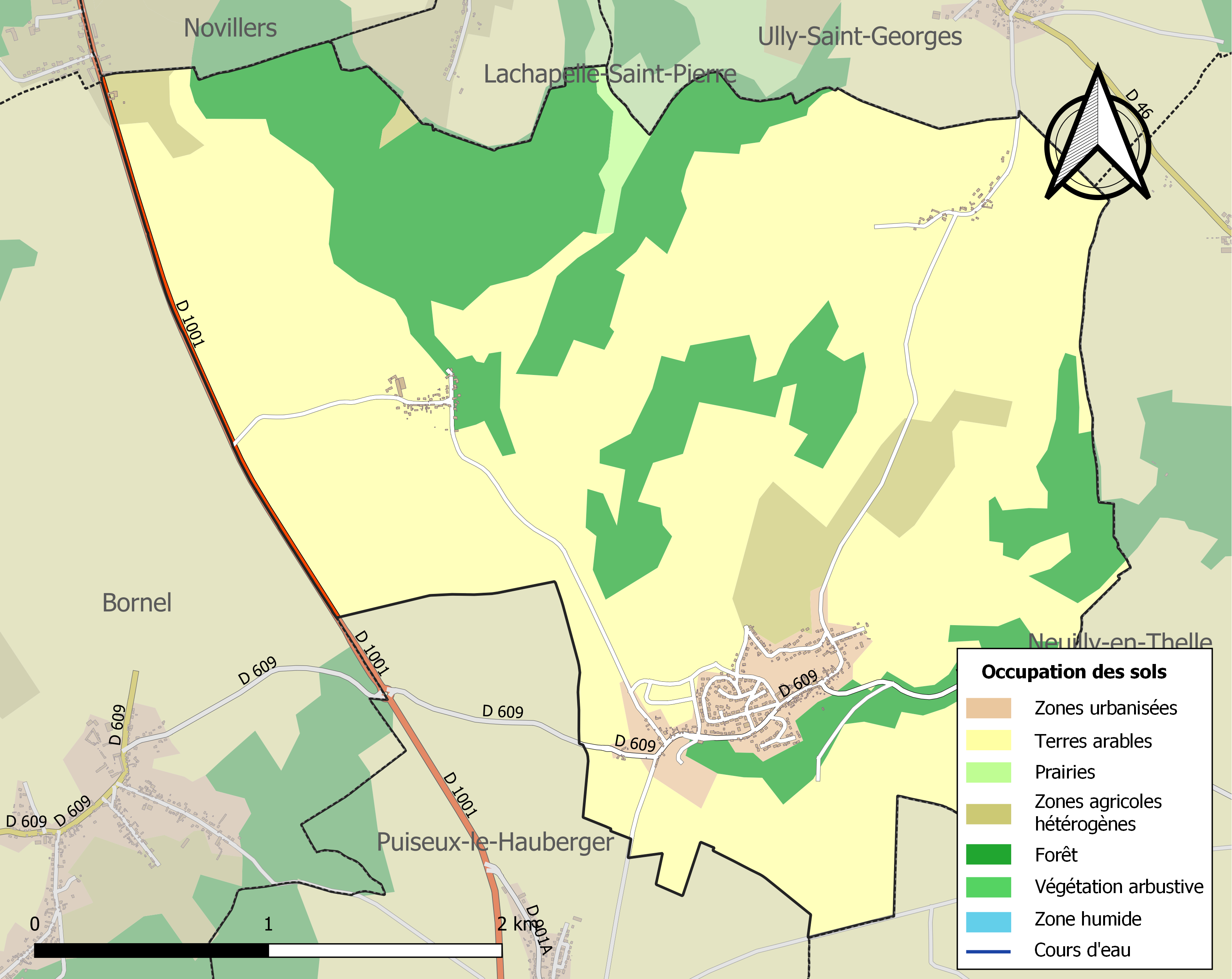
Carte des infrastructures et de l'occupation des sols de la commune en 2018 (CLC).

### Lieux-dits, hameaux et écarts
La commune compte deux hameaux :  Montchavert (à l'ouest)  et La Fosse-Saint-Clair, au nord-est de son territoire.

### Habitat et logement
En 2018, le nombre total de logements dans la commune était de 338, alors qu'il était de 325 en 2013 et de 311 en 2008.
Parmi ces logements, 92,9 % étaient des résidences principales, 2,2 % des résidences secondaires et 4,8 % des logements vacants. Ces logements étaient pour 94,6 % d'entre eux des maisons individuelles et pour 3,9 % des appartements.
Le tableau ci-dessous présente la typologie des logements à Dieudonné en 2018 en comparaison avec celle de l'Oise et de la France entière. Une caractéristique marquante du parc de logements est ainsi une proportion de résidences secondaires et logements occasionnels (2,2 %) inférieure à celle du département (2,5 %) mais supérieure à celle de la France entière (9,7 %). Concernant le statut d'occupation de ces logements, 90,9 % des habitants de la commune sont propriétaires de leur logement (95,3 % en 2013), contre 61,4 % pour l'Oise et 57,5 pour la France entière.
| Typologie                                               | Dieudonné | Oise | France entière |
| ------------------------------------------------------- | --------- | ---- | -------------- |
| Résidences principales (en %)                           | 92,9      | 90,4 | 82,1           |
| Résidences secondaires et logements occasionnels (en %) | 2,2       | 2,5  | 9,7            |
| Logements vacants (en %)                                | 4,8       | 7,1  | 8,2            |

### Voies de communication et transports
La commune est desservie, en 2023, par les lignes 635, 6131, 6138 et 6142 du réseau interurbain de l'Oise.

## Toponymie
Le nom de la localité est attesté sous les formes Deudonis villa (vers 1250) ; in decima de Deodona (XIIIe) ; Deudonis (XIIIe) ; de Deodato (1307) ; dieudonne (1376) ; Dieudonne (XIVe) ; Dieu donné (vers 1750).

Dieudonne n'aurait rien à voir avec la divinité et n'a aucune parenté avec l'anthroponyme Dieudonné. Dieudonné est un nom au sens mystique, variantes linguistiques en latin  Deodatus, en français Déodat.
Le lieu était dénommé vers 1250 Deudonis Villa, en hommage à un personnage d'origine germanique Deudon.

## Histoire
L'origine du village est très ancienne, puisqu'on y  a trouvé au XVIIIe siècle au lieudit « Camp César » des vestiges de l'époque romaine, et, au sud de l'église, des sarcophages.
Sous l'Ancien Régime, Dieudonné dépendait de la paroisse de Puiseux-le-Hauberger, et, en 1649 un vicaire y est institué
Au XIXe siècle et au début du XXe siècle, le village était connu pour ses vignes et on y a fabriqué des boutons en poils de chèvres, ainsi que du travail de la soie et de la passementerie. En 1900, le village comptait encore deux cafés-épiceries. En 1842, la commune est dotée d'une école alors récemment construite et est propriétaire de quelques parcelles de friches. La population se compose de moyens et petits cultivateurs.
Quelques femmes sont également occupées au travail de la soie.
Afin  de sauvegarder le village et de permettre le maintien de l'école, la municipalité, qui avait été confronté à une baisse de 60 habitants en dix ans,  a décidé la création d'une quinzaine de logements locatifs ainsi qu'une cinquantaine de maisons en accession sur le Mont des Vignes. La question de la perte du "caractère rural" du village a été posée lors de la création de ce lotissement.

## Politique et administration

### Rattachements administratifs et électoraux
La commune se trouve dans l'arrondissement de Senlis du département de l'Oise. Pour l'élection des députés, elle fait partie de la deuxième circonscription de l'Oise.
Elle faisait partie depuis 1801 du canton de Neuilly-en-Thelle. Dans le cadre du redécoupage cantonal de 2014 en France, la commune fait désormais partie du canton de Méru.

### Intercommunalité
La commune faisait partie de la communauté de communes du pays de Thelle, créée en 1996.
Dans le cadre des dispositions de la loi portant nouvelle organisation territoriale de la République (Loi NOTRe) du 7 août 2015, qui prévoit que les établissements publics de coopération intercommunale (EPCI) à fiscalité propre doivent avoir un minimum de 15 000 habitants, le préfet de l'Oise a publié en octobre 2015 un projet de nouveau schéma départemental de coopération intercommunale, qui prévoit la fusion de plusieurs intercommunalités, et en particulier  de la communauté de communes du Pays de Thelle et de la communauté de communes la Ruraloise, formant ainsi une intercommunalité de 42 communes et de 59 626 habitants,.
La nouvelle intercommunalité, dont est membre la commune et dénommée provisoirement communauté de communes du Pays de Thelle et Ruraloise puis communauté de communes Thelloise, est créée par un arrêté préfectoral du 30 novembre 2016 qui a pris effet le 1er janvier 2017.

### Liste des maires
| Période      | Période                       | Identité                 | Étiquette | Qualité                                                                    |
| ------------ | ----------------------------- | ------------------------ | --------- | -------------------------------------------------------------------------- |
| 1792         |                               | Nicolas Baut             |           |                                                                            |
| 1793         |                               | Denis Dufay              |           |                                                                            |
| 1797         |                               | Nicolas Baut             |           |                                                                            |
| 1808         |                               | Frédéric August Vaast    |           |                                                                            |
| 1811         |                               | Nicolas Prévost          |           |                                                                            |
| 1826         |                               | Antoine Grange           |           |                                                                            |
| 1831         |                               | Frédéric August Vaast    |           |                                                                            |
| 1837         |                               | Étienne Floréal Millet   |           | Maire par intérim                                                          |
| 1837         |                               | Jean-Baptiste Poitevin   |           |                                                                            |
| 1840         |                               | Étienne Millet           |           |                                                                            |
| 1841         |                               | Pierre Louis Vaast       |           | Maire par intérim                                                          |
| 1842         |                               | Jean Lubin Denoyelle     |           |                                                                            |
| 1851         |                               | Pierre Louis Dufay       |           | Maire par intérim                                                          |
| 1851         |                               | Nicolas Prevost          |           |                                                                            |
| 1901         |                               | Frédéric August Vaast    |           |                                                                            |
| 1904         |                               | Théodule Quoniam         |           |                                                                            |
| 1908         |                               | Jean-Baptiste Duchatel   |           |                                                                            |
| 1916         |                               | Maurice Doliger          |           | Maire par intérim puis élu maire en 1919                                   |
| 1957         | 1969                          | Henri Bridot             |           |                                                                            |
| février 1969 | 1977                          | Bernard Montmirel        |           |                                                                            |
| mars 1977    | 2001                          | Pierre Savignac          |           |                                                                            |
| mars 2001    | mai 2020                      | Alain Leriverend,        | SE        | Chef d'entreprise retraité                                                 |
| mai 2020     | En cours (au 2 décembre 2020) | Marie-Thérèse Descatoire |           | Cadre de la fonction publique Vice-présidente de la CC Thellosie (2020 → ) |

## Équipements et services publics

### Enseignement
Le village compte une école, dénommée les Trois cahiers de quatre classes en 2016, et un centre de loisirs.

### Culture
Une bibliothèque est implantée au village.

## Population et société

### Démographie

#### Évolution démographique
L'évolution du nombre d'habitants est connue à travers les recensements de la population effectués dans la commune depuis 1793. Pour les communes de moins de 10 000 habitants, une enquête de recensement portant sur toute la population est réalisée tous les cinq ans, les populations de référence des années intermédiaires étant quant à elles estimées par interpolation ou extrapolation. Pour la commune, le premier recensement exhaustif entrant dans le cadre du nouveau dispositif a été réalisé en 2005.

En 2022, la commune comptait 973 habitants, en évolution de +17,8 % par rapport à 2016 (Oise : +0,87 %, France hors Mayotte : +2,11 %).
| 1793 | 1800 | 1806 | 1821 | 1831 | 1836 | 1841 | 1846 | 1851 |
| ---- | ---- | ---- | ---- | ---- | ---- | ---- | ---- | ---- |
| 440  | 489  | 525  | 554  | 493  | 525  | 532  | 536  | 548  |

| 1856 | 1861 | 1866 | 1872 | 1876 | 1881 | 1886 | 1891 | 1896 |
| ---- | ---- | ---- | ---- | ---- | ---- | ---- | ---- | ---- |
| 437  | 422  | 394  | 360  | 375  | 331  | 331  | 301  | 309  |

| 1901 | 1906 | 1911 | 1921 | 1926 | 1931 | 1936 | 1946 | 1954 |
| ---- | ---- | ---- | ---- | ---- | ---- | ---- | ---- | ---- |
| 314  | 327  | 255  | 245  | 242  | 228  | 169  | 194  | 164  |

| 1962 | 1968 | 1975 | 1982 | 1990 | 1999 | 2005 | 2006 | 2010 |
| ---- | ---- | ---- | ---- | ---- | ---- | ---- | ---- | ---- |
| 149  | 151  | 260  | 668  | 791  | 836  | 856  | 854  | 841  |

| 2015 | 2020 | 2022 | - | - | - | - | - | - |
| ---- | ---- | ---- | - | - | - | - | - | - |
| 821  | 924  | 973  | - | - | - | - | - | - |

#### Pyramide des âges
La population de la commune est relativement jeune.
En 2018, le taux de personnes d'un âge inférieur à 30 ans s'élève à 35,7 %, soit en dessous de la moyenne départementale (37,3 %). À l'inverse, le taux de personnes d'âge supérieur à 60 ans est de 21,9 % la même année, alors qu'il est de 22,8 % au niveau départemental.
En 2018, la commune comptait 425 hommes pour 428 femmes, soit un taux de 50,18 % de femmes, légèrement inférieur au taux départemental (51,11 %).
Les pyramides des âges de la commune et du département s'établissent comme suit.
| Hommes | Classe d’âge | Femmes |
| ------ | ------------ | ------ |
| 0,2    | 90 ou +      | 0,0    |
| 4,1    | 75-89 ans    | 2,2    |
| 20,0   | 60-74 ans    | 17,5   |
| 23,5   | 45-59 ans    | 25,0   |
| 17,6   | 30-44 ans    | 18,5   |
| 15,9   | 15-29 ans    | 15,5   |
| 18,7   | 0-14 ans     | 21,3   |

| Hommes | Classe d’âge | Femmes |
| ------ | ------------ | ------ |
| 0,5    | 90 ou +      | 1,4    |
| 5,5    | 75-89 ans    | 7,6    |
| 15,6   | 60-74 ans    | 16,3   |
| 20,8   | 45-59 ans    | 20     |
| 19,4   | 30-44 ans    | 19,4   |
| 17,6   | 15-29 ans    | 16,2   |
| 20,6   | 0-14 ans     | 19,1   |

## Économie
La commune ne compte plus en 2016 de commerces de proximité, mais plusieurs artisans (un spécialiste en climatisation, un maçon, un électricien, un menuisier, un haras à Montchavert, un fromager, un marchand de fruits et légumes bio, un technicien SNCF et un fabricant de savons) y sont implantés.

## Culture locale et patrimoine

### Lieux et monuments

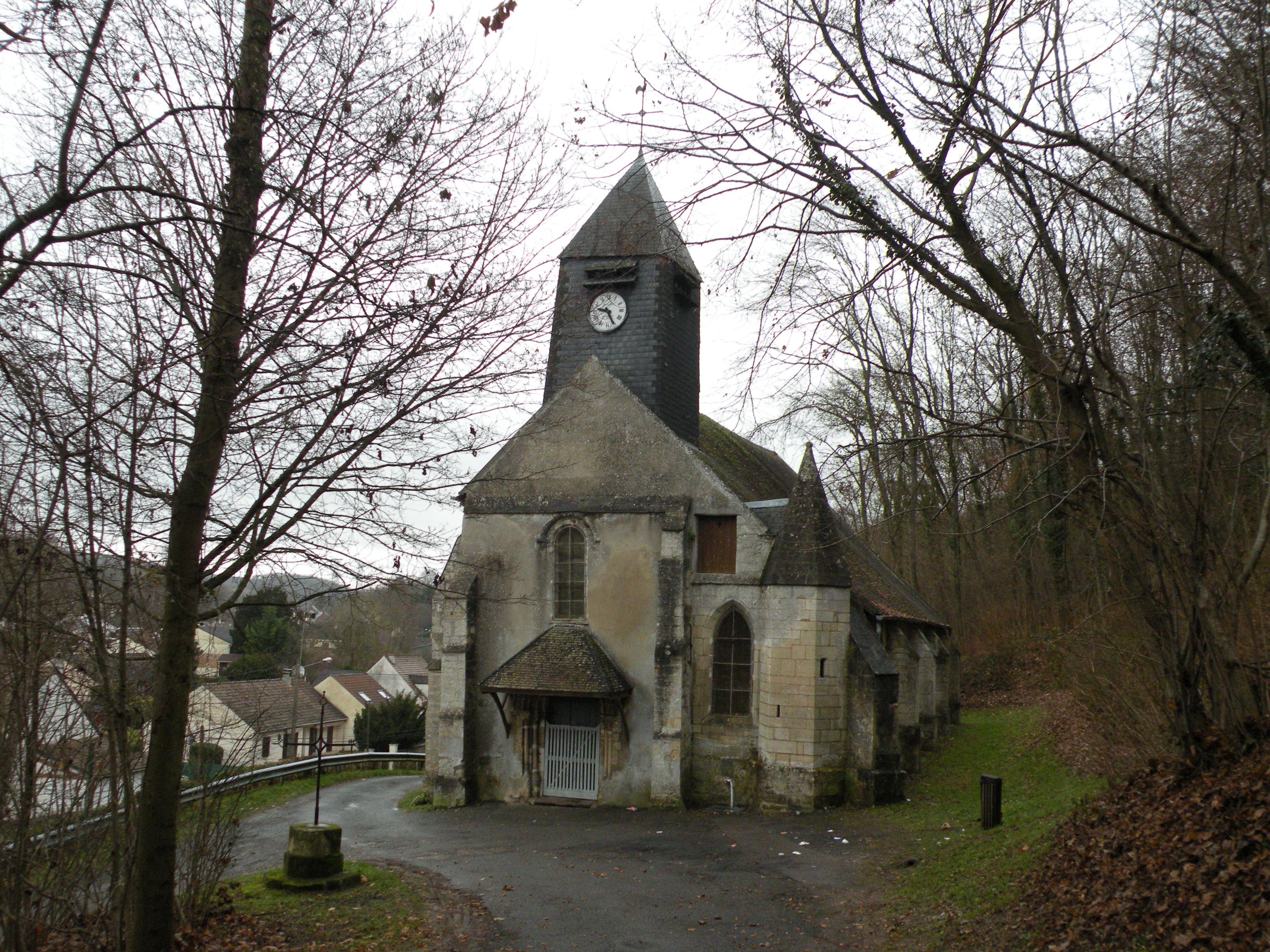
L'église.

- L'église Notre-Dame, datant des XIIe et XVIe siècles, de plans sensiblement carré marqué par l'excroissance constituée par une tourelle d'escalier polygonale, couverte d'une pyramide en pierre. 
La nef suivie d'un chœur à chevet plat de deux travées du XIIe siècle ont été complétées au XVIe siècle du bas-côté sud.
La façade, protégée par un petit auvent, s'ouvre par portail travaillé de  voussures décorées d'étoiles, de tores et de billettes sont reçues de chaque côté par deux colonnettes en délit dont les chapiteaux sont décorés de feuilles et de tiges se terminant en crochets datables des années 1190.
Les aménagements intérieurs sont eux datables du XVIe siècle sauf la dernière travée du chœur, qui a conservé sa voute et ses chapiteaux du XIIe siècle[31].

### Personnalités liées à la commune
- Dieudonné appartenait au début du XVIIe siècle à Louis de Montmorency-Bouteville, vice-amiral de France[1].
- Raoul Ubac (1910-1985), photographe, peintre, graveur et sculpteur franco-belge appartenant à la Nouvelle École de Paris, y est mort.
- Pierre Dmitrienko (1925-1974), peintre, graveur et sculpteur français, y a vécu.
- Jan Meyer, (1927-1995), artiste peintre, lithographe et graveur au carborundum, y a vécu et y est mort.

### Héraldique
| Blason de Dieudonné | Blason  | D'argent à l'écusson d'azur au lion naissant d'or ; ledit écusson accompagné de trois grappes de raisin de sinople, 2 et 1, et de trois boutons de couturières d'or, percés de quatre trous de sable, 1 et 2. |
| Blason de Dieudonné | Détails | Le statut officiel du blason reste à déterminer. |